# مركز الأمير سلطان للأمراض وجراحة القلب
مركز الأمير سلطان للأمراض وجراحة القلب هو مركز طبي لمعالجة وجراحة القلب، يقدم العناية الوقائية والعلاجية والتأهيلية لمنسوبي القوات المسلحة السعودية وعائلاتهم بالإضافة للمرضى الذين يتم تحويلهم إلى المركز، أُنشئ بقرار من الأمير سلطان بن عبد العزيز آل سعود في 28 رجب 1417هـ /09 ديسمبر 1996.

## تاريخ المركز
بدأت خدمة طب القلب بمستشفى القوات المسلحة بالرياض في عام 1979م ومنذ ذلك الحين شهدت الخدمة تطوراً مضطرداً توج بقرار صاحب السمو الملكي الأمير سلطان بن عبد العزيز آل سعود عام 1996م و القاض بإنشاء المركز.
ليتم بعد ذلك تعديل المسمى ليصبح (مركز الأمير سلطان لمعالجة أمراض وجراحة القلب للقوات المسلحة) لتبدأ مرحلة جديدة من التطور والزيادة في الإنتاجية الطبية بفضل ما توفر من إمكانيات على المستويين الطبي والتقني وتحول إلى صرح طبي بعد أن كان جناحاً صغيراً ليصبح مركزاً شامخاً بمبنى مستقل يشتمل على أربع طوابق بالإضافة إلى القبو.
ويحتوي المركز على:
- أربع غرف عمليات
- ستة معامل قسطرة وأشعة صوتية

و تبلغ الطاقة الاستيعابية 200 سرير وبستة أقسام طبية متخصصة هي:
- جراحة القلب كبار
- جراحة القلب أطفال
- التخدير
- طب القلب كبار
- طب القلب أطفال
- التمريض

بالإضافة إلى إدارة متخصصة في التدريب والتعليم تقوم بتخطيط وتنفيذ برامج تدريبية وتعليمية للكوادر السعودية في التخصصات ذات الصلة بطبيعة المهام المناطه بالمركز سواء كان ذلك داخل المملكة أو خارجها، وكذلك تدريب الطلبة من بعض الدول الشقيقة بهدف رفع جودة أداء منسوبي أقسام القلب حيث يسعى المركز لمواكبة جميع المستجدات الطبية على المستوى العالمي .

## أهداف المركز
- تقديم العناية الوقائية والعلاجية والتأهيلية الخاصة بأمراض القلب.
- إجراء الفحوصات الطبية المتقدمة، المتعلقة بالقلب، واللازمة لفئات معينة من أفراد القوات المسلحة، الذين يتطلب عملهم مستويات وظيفية غير عادية، كالطيارين وغيرهم.
- إجراء البحوث العلمية، بهدف دراسة الظواهر الصحية، المتعلقة بأمراض القلب في أفراد القوات المسلحة والإجراءات الوقائية اللازمة.
- تدريب الكوادر الوطنية من جميع الفئات في هذا الاختصاص للعمل في مستشفيات القوات المسلحة.
- الارتباط العلمي والمهني مع المراكز والمستشفيات العالمية المتقدمة في طب وجراحة القلب.